# KH-7 25
KH-7 25 – amerykański satelita rozpoznawczy; dwudziesty piąty statek serii KeyHole-7 GAMBIT programu CORONA. Jego zadaniem było wykonywanie wywiadowczych zdjęć Ziemi o rozdzielczości przy gruncie około 46 cm.

## Opis

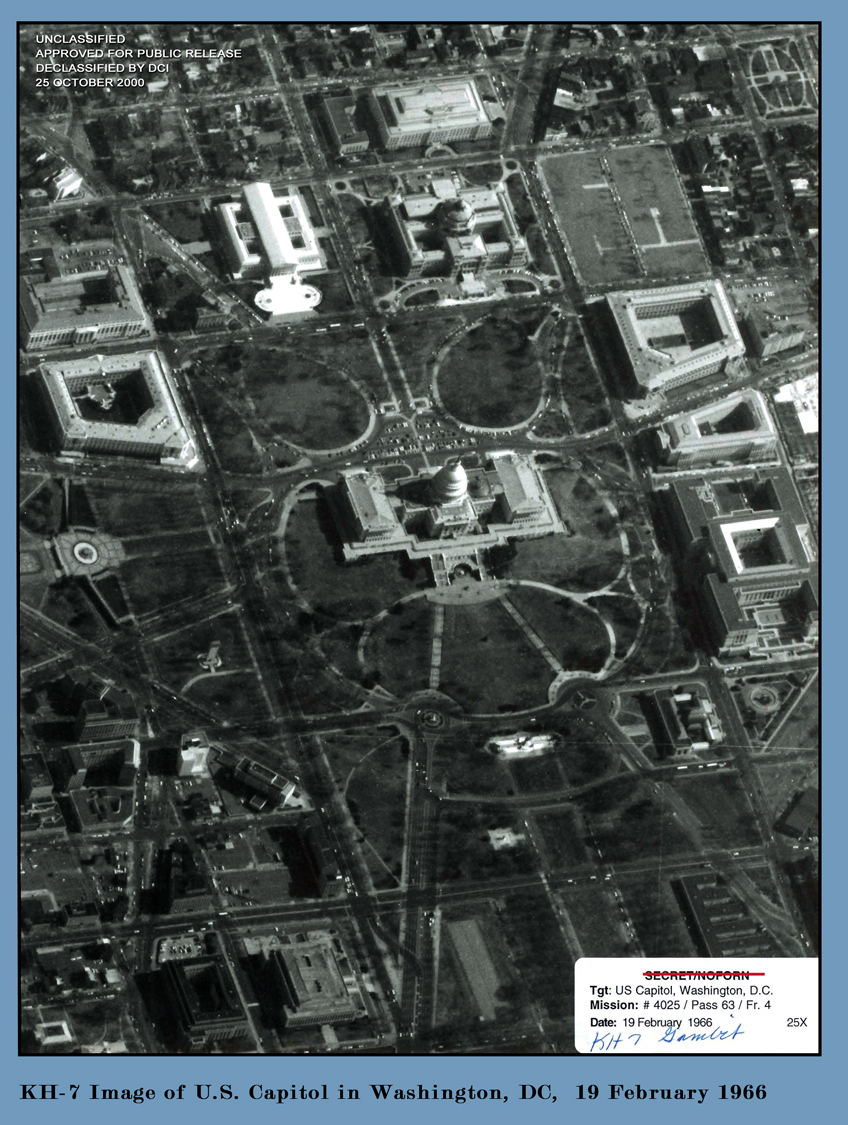
Zdjęcie przedstawiające Kapitol Stanów Zjednoczonych w Waszyngtonie, zrobione 19 lutego 1966 roku przez satelitę KH-7 25

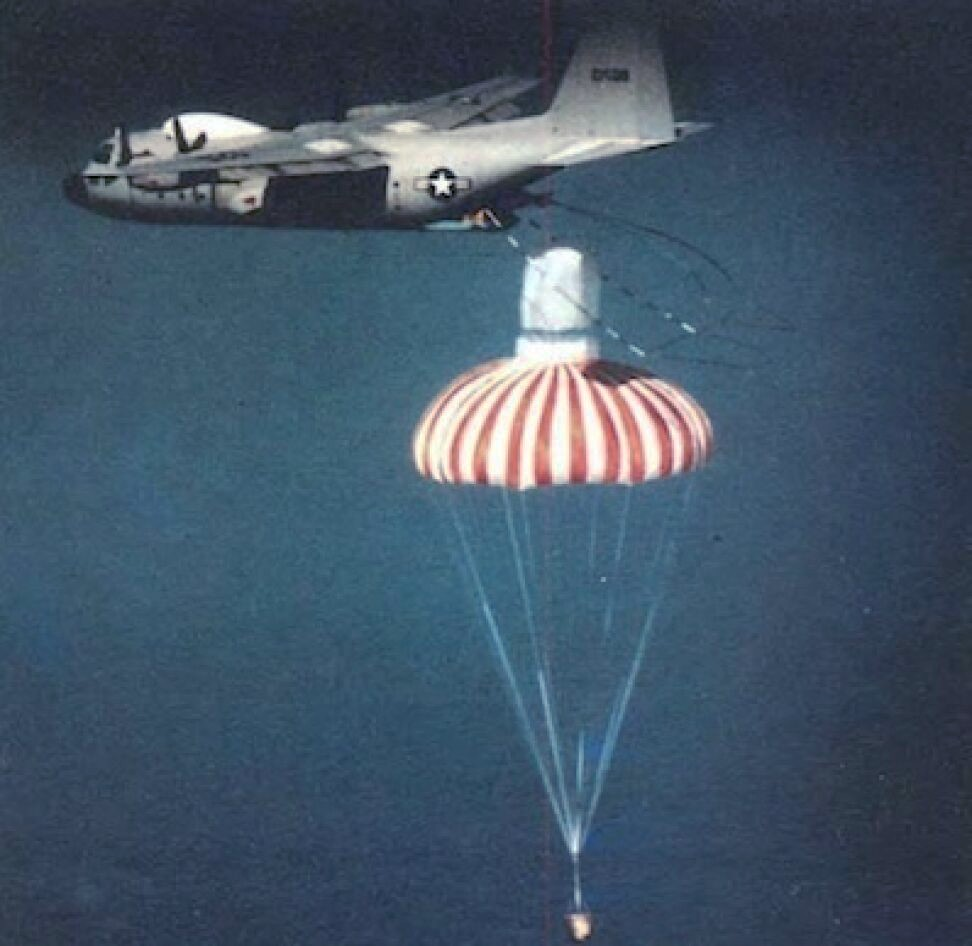
Moment przechwycenia opadającej na spadochronie kapsuły z satelity KH-7, z błoną fotograficzną, przez samolot C-130 Hercules

Głównym komponentem satelity był aparat fotograficzny wyprodukowany przez Eastman Kodak, do którego światło trafiało za pomocą systemu luster i zwierciadła optycznego. Naświetlona w aparacie błona fotograficzna zestawem rolek była przesuwana do kapsuły-lądownika. Po wykonaniu zaplanowanych zdjęć kapsuła oddzielała się od satelity, lądowała na spadochronie w rejonie Pacyfiku i była przechwytywana w powietrzu przez specjalnie do tego przystosowany samolot C-130 Hercules.  
Stabilizację satelity zapewniał system składający się z dwóch dodatkowych pomocniczych kamer i zestawu silników korekcyjnych. Jedna z tych kamer skierowana była na wybrane gwiazdy. W przypadku wykrycia tendencji do utraty kontaktu z gwiazdami, uruchamiane były silniczki korekcyjne. 

## Misja
Misja rozpoczęła się 15 lutego 1966 roku, kiedy rakieta Atlas Agena D wyniosła z kosmodromu Vandenberg na niską orbitę okołoziemską 25 satelitę z serii KH-7. Po znalezieniu się na orbicie satelita wykonał zdjęcia bazy rakietowej w okolicach Bajkonuru, gdzie testowano pociski balistyczne ICBM. Sfotografował łącznie 10 z 25 znanych kompleksów startowych ICBM, a także trzy bazy okrętów podwodnych. Zidentyfikowano także jedno nowe stanowisko startowe pocisków ICBM. Stanowisko w miejscowości Ugoinyy zidentyfikowano jako obsługujące zarówno pociski ICBM jak i MRBM.
Satelita spłonął w atmosferze 22 lutego 1966 roku.